# Lipire
În tehnică lipirea este operația tehnologică de asamblare nedemontabilă a unor piese folosind un material de adaos topit (aliaj de lipire), diferit de materialul pieselor de îmbinat. Temperatura de topire a aliajului de lipit trebuie să fie mai mică decât a materialului pieselor de îmbinat. Spre deosebire de sudare, suprafețele joncțiunii nu sunt aduse la plasticizare sau topire, doar adezivul sau aliajul de lipire sunt în stare fluidă. Sudarea se poate realiza și fără material de adaos, dar lipirea nu. Această definiție este valabilă pentru lipirea metalică cu aliaj de lipire.
Lipirea constă în realizarea unei îmbinări nedemontabile între două piese, care pot fi sau nu din același material,  prin intermediul unei substanțe peliculogene (de exemplu, nitroceluloză, poliacetat de vinil, amidon, cauciuc, rășini etc.). Definiția este corespunzătoare lipirii cu adezivi.  
Lipirea este folosită cu numeroase alte sensuri.

## Tipuri de lipire
În tehnică există două tipuri de lipire:
- lipirea cu adezivi, cunoscută și sub denumirea de încleiere;
- lipirea cu metale sau aliaje de lipit.

### Lipirea cu adezivi
Lipirea cu adezivi (încleierea) permite îmbinarea practic a oricăror materiale, inclusiv a materialelor complet diferite, în orice combinație, cum ar fi sticla și cauciucul. Pe suprafețele care trebuie îmbinate se aplică un strat subțire de adeziv, la temperatura ambiantă sau ceva mai mare. De obicei piesele se supun unei presiuni (se strâng) până la întărirea adezivului. Adezivii sintetici sunt substanțe organice, având ca elemente componente principale liantul, constituit din rășini și întăritorul pe bază de polimerizatori, la care se adaugă plastifianți, solvenți și ingredienți. Prin solidificarea adezivului introdus pe suprafețe ia naștere îmbinarea, asigurându-se rezistența mecanică necesară. 

### Lipirea cu metale sau aliaje de lipit
Lipirea cu metale sau aliaje de lipit se poate face cu materiale fuzibile la temperatură relativ joasă, sub 400 °C, obținându-se lipituri moi, sau folosind materiale fuzibile la temperaturi relativ înalte, peste 400 °C, de obicei 850 °C, obținându-se lipituri tari, (brazuri). În ambele cazuri temperatura de topire a materialului fuzibil trebuie să fie inferioară temperaturii de topire a materialului pieselor lipite.
Lipiturile moi, realizate la temperatura materialului de adaos sub 400 °C se foloseșc în general unde nu este necesară o rezistență mecanică prea mare sau unde este nevoie doar de etanșare. Ca material de adaos se folosesc aliaje pe bază de staniu (20–90 %), restul plumb. Lipiturile moi se folosesc în electronică și electrotehnică, sau la îmbinarea diferitelor piese de tablă. Piesele îmbinate pot fi din plumb, cupru, alamă, zinc sau table și sârme galvanizate. Este posibilă și lipirea pieselor de aluminiu, dar în mediu protector față de oxigen.
La operația de lipire la temperatură peste 400 °C, cunoscută sub numele de brazare, ca material de adaos se folosește de obicei alama, având c. 60 % cupru, restul zinc, eventual cu mici adaosuri de alte metale. Lipiturile tari se folosesc la îmbinarea țevilor de apă, combustibil, aer comprimat sau în diverse alte locuri care necesită o rezistență mecanică mai ridicată.  Alamele de lipit se obțin sub formă de grăunți, sârmă sau vergele.